# Parafia św. Mikołaja Biskupa we Wleniu
Parafia Świętego Mikołaja Biskupa – rzymskokatolicka parafia należąca do dekanatu lwóweckiego w diecezji legnickiej. Kościół parafialny znajduje się we Wleniu przy ulicy Dworcowej 14.

## Historia parafii
Parafia we Wleniu została erygowana 2 stycznia 1201 roku. Początkowo okoliczni mieszkańcy chodzili na nabożeństwa do kaplicy zamkowej. W 1217 roku zbudowany został kościół parafialny, który od tej pory zaczął służyć mieszkańcom miasta. Patronem kościoła jak i parafii obrano św. Mikołaja Biskupa. W okresie reformacji, w 1550 roku zmarł ostatni proboszcz katolicki ksiądz Michał Wolfgruber i wówczas ewangeliccy duchowni utworzyli przy kościele swoją parafię. W 1650 roku parafia ponownie stała się katolicką. W 1731 roku spłonęła plebania i kościół, który w krótkim czasie zostały odbudowane. W 1766 roku z wizytą w parafii przebywał Fryderyk II Wielki, król Prus.
W 1862 roku parafianie postanowili rozebrać zniszczony pożarami i powodziami kościół, a w jego miejsce wybudować nowy. Dnia 6 listopada 1864 roku ukończono budowę nowego, obecnego kościoła a konsekracji dokonał biskup Włodarski – sufragan wrocławski. W listopadzie 1888 roku, proboszcz ksiądz Nickisch, sprowadził do parafii siostry urszulanki, które zaczęły opiekować się chorymi parafianami. Siostry otworzyły we Wleniu zakład wodoleczniczy a pod koniec XIX wieku sanatorium. Po II wojnie światowej, od listopada 1947 roku opiekę nad parafią sprawowali bracia z zakonu franciszkanów a od lipca 1972 roku parafię obsługują księża diecezjalni.
Od 2009 roku proboszczem parafii jest ksiądz Krzysztof Madej.

## Duszpasterze

### Proboszczowie po 1945 roku
- ks. Tomasz Strecker (1945-1947),
- o. Eugeniusz Węgrzyn OFMConv. (1947-1965),
- o. Władysław Duda OFMConv. (1965-1972),
- ks. Piotr Rybicki (1972-1988),
- ks. Jan Duda (1988-1989),
- ks. Franciszek Mucha (1989-2001),
- ks. Zenon Wnuk (2001-2009),
- ks. Krzysztof Madej (2009-nadal)[4].

## Grupy parafialne
- Civitas Christiana,
- Caritas,
- Katolickie Stowarzyszenie Młodzieży,
- Schola,
- Ministranci,
- Żywy Różaniec,
- Stowarzyszenie Krwi Chrystusa,
- Rada Parafialna[5].